# Онуфриевская волость
Онуфриевская волость — административно-территориальная единица Александрийского уезда Херсонской губернии.
По состоянию на 1886 год состояла из 16 поселений, 16 сельских общин. Население 5858 человек (2918 мужского пола и 2940 женского), 1139 дворовых хозяйств.
|                        | Площадь | В том числе пахотной |
| ---------------------- | ------- | -------------------- |
| Сельских общин         | 7612    | 5366                 |
| Частной собственности  | 18 884  | 6482                 |
| Казённой собственности | -       | -                    |
| Другой собственности   | 127     | 64                   |
| Всего                  | 26 623  | 11 902               |

Самые большие поселения волости:
- Онуфриевка — местечко при реке Омельник в 35 верстах от уездного города, 1414 человек, 254 двора, православная церковь, школа, 5 лавок, 3 ярмарки: Средопостная, Никольская 9 мая и Покровская.
- Ивановка — село при реке Омельник, 593 человека, 130 дворов.
- Камбурлеевка — село при реке Омельник, 824 человека, 169 дворов.
- Омельники — село при реке Омельник, 1053 человека, 184 двора.
- Омельничек — село при реке Омельник, 227 человек, 41 двор.
- Поповка — село при реке Омельник, 229 человек, 43 двора.